# Murray Halberg
Murray Gordon Halberg, född 7 juli 1933 i Eketahuna i regionen Manawatū-Whanganui, död 30 november 2022 i Auckland, var en nyzeeländsk friidrottare, med medel- och långdistanslöpning som specialitet.

## Tidig karriär
Halberg föddes i Eketahuna, men växte upp i Auckland. Han höll i sin barndom på med olika idrotter, bland annat cricket, rugby och löpning. 1950, som 17-åring, råkade han ut för en allvarlig axelskada i samband med rugbyspelande. Konvalescensen blev tämligen lång, och detta gjorde att han enbart koncentrerade sig på löpningen. Hans tränare var den sedermera legendariske Arthur Lydiard, känd för sina revolutionerande träningsmetoder.
Det tog några år för Halberg att mogna som idrottare. Han gjorde några mindre framträdande insatser vid Samväldesspelen i Vancouver 1954 (5:a på en engelsk mil) och OS i Melbourne 1956 (11:a på 1 500 meter). Det sistnämnda misslyckandet gjorde Halberg väldigt besviken och han lovade sig själv att återvända till den olympiska arenan, för att bli det som han ansåg vara sitt öde: att bli olympisk mästare.

## Det internationella genombrottet
De följande åren tränade Halberg hårt efter Lydiards träningsfilosofi, vilken bland annat innebar en stenhård periodisering av träningen genom året. Vid Samväldesspelen i Cardiff 1958 kom den första stora framgången, med guld på tre engelska mil efter att ha spurtat ifrån det övriga startfältet med tre varv kvar. Strax efter detta blev han förste nyzeeländare att göra en drömmil (att springa en engelsk mil under fyra minuter).

## OS 1960
Efter segern i Cardiff seglade Halberg upp som en av favoriterna till att vinna 5 000 meter vid OS i Rom 1960. Halberg och Lydiard bestämde tidigt att använda sig av samma taktik som i Samväldesspelen två år tidigare: att rycka med tre varv kvar. Inspirerad av landsmannen och träningskamraten Peter Snells seger på 800 meter bara en timme tidigare, ryckte Halberg programenligt med 1200 meter kvar och upparbetade snart en lucka på 25 meter. Denna kom sedan att minska gradvis, men tack vare ett sista varv på 64,1 sekunder, kunde Halberg hålla undan och vinna den olympiska guldmedaljen cirka åtta meter före tvåan, tysken Hans Grodotzki. Bronsmedaljen togs av polens Kazimierz Zimny.
Halberg ställde även upp på 10 000 meter, men fick här nöja sig med en femteplats.

## Vidare karriär
Halberg fortsatte att löpa ända till OS 1964. Han hann då med att sätta tre världsrekord (två engelska mil, stafett 4 × en engelsk mil och tre engelska mil) på 19 dagar 1961 och försvara sin titel på tre engelska mil vid Samväldesspelen i Perth 1962. Vid OS i Tokyo ställde han upp på både 5000 och 10 000 meter, men nu hade karriären definitivt passerat sin höjdpunkt, varför Halberg fick nöja sig med en sjundeplats på milen, medan han blev utslagen i försöksheatet på halva distansen.

## Livet efter löparkarriären
Under första delen av 1960-talet arbetade Halberg i ett bryggeri, men kom snart att, tillsammans med sin hustru, driva en möbelfirma. Han fungerade även som friidrottstränare, men la det mesta av sin energi på sitt arbete. Halberg grundlade även en välgörenhetsfond i Nya Zeeland. Halberg adlades 1988 och har även fått Order of New Zealand och Brittiska imperieorden. Han har under 2000-talet fungerat som en del av den nyzeeländska ledarstaben vid Samväldesspelen i Manchester 2002 och OS i Aten 2004.

## Personliga rekord
- 1500 m: 3.38,8 (1958)
- 5000 m: 13.35,2 (1961)
- 10000 m: 28.33,0 (1964)